# قلعه شواز
قلعه شواز مربوط به دورهٔ ماد و دورهٔ ساسانی است و در شهرستان تفت، روستای شواز واقع شده و این اثر در تاریخ آذر ۱۳۹۵ با شمارهٔ ثبت ۳۱۶۲۳ به‌عنوان یکی از آثار ملی ایران به ثبت رسیده است.